# KS Toruń
Le KS Toruń (nom complet : KS Toruń S.A.) est un club de speedway situé à Toruń dans la Voïvodie de Couïavie-Poméranie, en Pologne. Il évolue en Speedway Ekstraliga.